# Daa
daa nebo DAA je instrukce procesorů Intel 8080 a Z80. Instrukce provádí desítkovou korekci po operacích sčítání a odčítání operandů ve formátu BCD. Instrukce daa je nejspíše nejkomplikovanější a v oficiální dokumentaci nejhůře popsaná instrukce procesoru Z80.

## Instrukce procesoru Z80
| Kód instrukce | Kód instrukce | Kód instrukce | Kód instrukce | Kód instrukce | Kód instrukce | Kód instrukce | Kód instrukce | Kód instrukce |
| ------------- | ------------- | ------------- | ------------- | ------------- | ------------- | ------------- | ------------- | ------------- |
|               | 7             | 6             | 5             | 4             | 3             | 2             | 1             | 0             |
| 1. byte       | 0             | 0             | 1             | 0             | 0             | 1             | 1             | 1             |

Kód instrukce daa je jednobytový, jeho hodnota je 39 desítkově a 27 šestnáctkově. Vykonání instrukce vyžaduje jeden M-cyklus a trvá čtyři T-cykly.
Instrukce upravuje hodnotu v registru A podle stavu příznaku odečítání N, příznaku přenosu C a příznaku polovičního přenosu H a ovlivňuje příznak přenosu C.
Odpovídající instrukce v instrukční sadě procesoru Intel 8080 je stejnojmenná instrukce DAA.